# Hungría en los Juegos Paralímpicos de Pekín 2022
Hungría estuvo representada en los Juegos Paralímpicos de Pekín 2022 por un deportista masculino. El equipo paralímpico húngaro no obtuvo ninguna medalla en estos Juegos.